# Amphiura octacantha
Amphiura octacantha är en ormstjärneart som först beskrevs av Hubert Lyman Clark 1915.  Amphiura octacantha ingår i släktet Amphiura och familjen trådormstjärnor. Inga underarter finns listade i Catalogue of Life.